# مختار الحكم ومحاسن الكلم

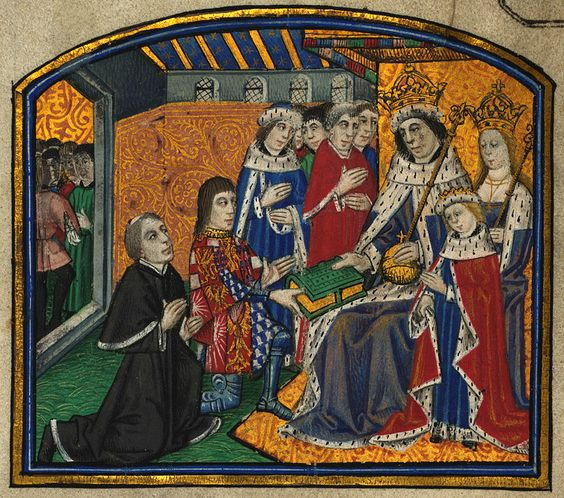
عرض مصغر لكتاب مختار الحكم من ترجمة لاتينية، يظهر فيه أنتوني وودفيل وهو يقدم الكتاب إلى إدوارد الرابع، الذي يرافقه زوجته إليزابيث وابنه إدوارد وشقيقه ريتشارد. قصر لامبيث، لندن.

مختار الحكم ومحاسن الكلم هو كتاب عربي ألفه المبشر بن فاتك، ذاع صيته في الأوساط الأوروبية في عصور النهضة، حتى طُبع على محمل. توجد له ترجمة بالإنجليزية الوسطى تكفَّل بخا أنطوني وودفيل لخَّص فيه أدب الحكمة من الكتاب بعنوان أقوال وقواميس الفلاسفة (بالإنجليزية: Dicts and Sayings of the Philosophers) وهذه النسخة هي التي تُرجمَت إلى عدة لغات اليوم. استند وودفيل في روايته على ترجمة فرنسية سابقة. تمت طباعة ترجمته بواسطة ويليام كاكستون في عام 1477 كأول كتاب أو أحد أقدم الكتب المطبوعة باللغة الإنجليزية.

## تاريخ الترجمات الأصلية والسابقة
أصل العمل يعود للعربية، وكان معروفًا باسم "مختار الحكم ومحاسن الكلم"، وقد كتبه نحو منتصف القرن الحادي عشر أمير شامي فاطمي في مصر، هو المبشر بن فاتك؛ الذي إما كان من أصل دمشقي أو صفدي. كانت أقدم ترجمة أوروبية هي النسخة الإسبانية بعنوان اللقيمات الذهبية (Los Bocados de Oro)، والتي اكتملت في عهد ألفونسو العاشر ملك قشتالة (1252-1284).  أصبح أدب الحكمة شائعًا في جميع أنحاء أوروبا في العصور الوسطى، ربما من هذا العمل، وبعد ذلك ظهرت نسخ منه بالعديد من اللغات، بما في ذلك اللاتينية، والأوكيتانية، والإسبانية القديمة، والفرنسية الوسطى. في عام 1450، أنتج ستيفن سكروب ترجمة باللغة الإنجليزية الوسطى بعنوان أقوال وقواميس الفلاسفة. هناك على الأقل ثلاثة إصدارات إضافية باللغة الإنجليزية الوسطى موجودة؛ مخطوطة هلمينجهام هول [الإنجليزية] (مجهولة المصدر)، ومخطوطة ويليام أوف ووستر (تعتمد على مخطوطة سكروب)، ومخطوطة أنتوني وودفيل، ترجمة إيرل ريفرز (طبعها ويليام كاكستون).

## التاريخ النصي

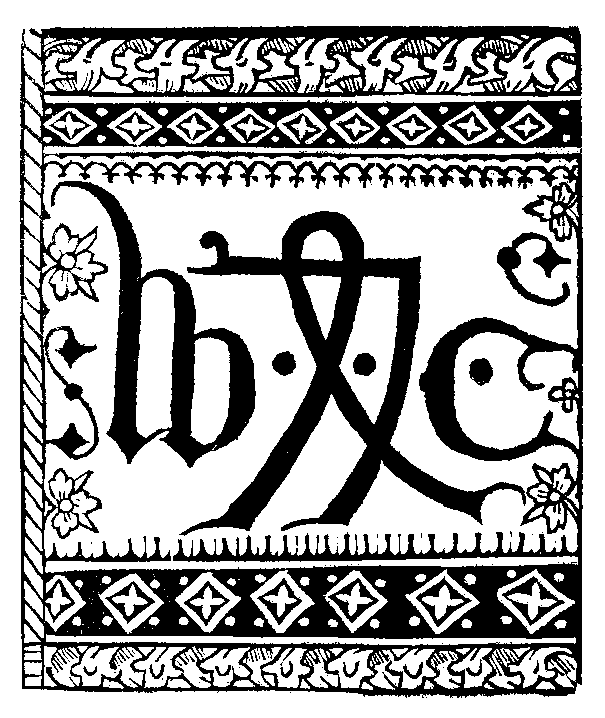
صفحة من نسخة ويليام كاكستون، 1477

طُبعَت ترجمة أنتوني وودفيل الثانية الإنجليزية لكتاب أقوال وأقوال الفلاسفة ثلاث مرات على الأقل على يدويليام كاكستون (1477، وحوالي 1480، و1489) ومرة واحدة على يد وينكين دي وورد [الإنجليزية] (1528). تحتوي إحدى النسخ الموجودة في مكتبة جون رايلاندز في مانشستر على تاريخ 18 نوفمبر 1477، مما يجعل الكتاب الأول المطبوع في إنجلترا يحمل تاريخ إصداره. تتضمن نسخ المخطوطات الشهيرة المخطوطة الإضافية رقم 22718 (المكتبة البريطانية) والمخطوطة رقم 265 (مكتبة قصر لامبيث). أجرى وودفيل ترجمته أثناء رحلته إلى ضريح سانتياغو دي كومبوستيلا في إسبانيا. في عام 1473، أعاره الفارس لويس دي بريتيل مخطوطة فرنسية بعنوان الهراء الأخلاقي للفلاسفة (بالفرنسية: Les ditz moraulx des philosophes)، بقلم غيوم دي تيجنونفيل . كانت هذه الترجمة الفرنسية التي تمت في مطلع القرن الخامس عشر مبنية على نسخة لاتينية.
قام كاكستون بمراجعة ترجمة وودفيل الكاملة وأضاف إليها خاتمة. في هذا يشير كاكستون إلى إغفال وودفيل لملاحظات سقراط حول النساء، مما أدى لاحقًا إلى إدراج فصل إضافي.

## ملحوظات
1. ↑  Wrisley، D. (2016). "Modeling the Transmission of al-Mubashshir Ibn Fātik's Mukhtār al-Ḥikam in Medieval Europe: Some Initial Data-Driven Explorations" (PDF). Journal of Religion, Media and Digital Culture. ج. 5 ع. 1: 228–257. DOI:10.1163/21659214-90000076. مؤرشف من الأصل (PDF) في 2023-12-07.
2. 1 2 3  DNB, p. 383
3. ↑  Wrisley، D. (2016). "Modeling the Transmission of al-Mubashshir Ibn Fātik's Mukhtār al-Ḥikam in Medieval Europe: Some Initial Data-Driven Explorations" (PDF). Journal of Religion, Media and Digital Culture. ج. 5 ع. 1: 228–257. DOI:10.1163/21659214-90000076. مؤرشف من الأصل (PDF) في 2023-12-07.Wrisley, D. (2016). "Modeling the Transmission of al-Mubashshir Ibn Fātik's Mukhtār al-Ḥikam in Medieval Europe: Some Initial Data-Driven Explorations" (PDF). Journal of Religion, Media and Digital Culture. 5 (1): 228–257. doi:10.1163/21659214-90000076.
4. ↑  The Mirroure of the Worlde: A Middle English Translation of Le Miroir Du Monde
5. ↑  Khalaf، Omar (3 أغسطس 2017). The Dicts and Sayings of the Philosophers. ص. 1–2. DOI:10.1002/9781118396957.wbemlb348. ISBN:9781118396957. مؤرشف من الأصل في 2022-06-20.

## فهرس
- Blake، Norman Francis (1991). William Caxton and English Literary Culture. A&C Black. ISBN:1852850515.
- The Cambridge History of English and American Literature, Volume II.
- "Caxton, William" . قاموس السير الوطنية. London: Smith, Elder & Co. 1885–1900.

## روابط خارجية
- The dictes and sayings of the philosophers: a facsimile reproduction of the first book printed in England by William Caxton, in 1477. Mukhtār al-ḥikam wa-maḥāsin al-kalim.English (Middle English). London: E. Stock. 1877. مؤرشف من الأصل في 2024-07-09.